# When We All Fall Asleep, Where Do We Go?
When We All Fall Asleep, Where Do We Go? (stiliziran pod velikim slovima) debitantski je studijski album američke pjevačice i kantautorice Billie Eilish. Objavljen je 29. ožujka 2019. godine. Eilish je pjesme na albumu uglavnom napisala sa svojim bratom Finneasom O'Connellom, koji je producirao njezinu glazbu u svojem studiju, maloj spavaćoj sobe u losanđeleskom Highland Parku.
Album žanrovski pripada pop-glazbi iako sadrži i utjecaje hip hopa. U pjesmama su obrađene teme poput moderne mladosti, ovisnosti o drogama, slomljenoga srca, samoubojstva i mentalnog zdravlja. Eilish je izjavila da je album djelomično nadahnut lucidnim sanjanjem i noćnim strahovima, što je odrađeno na naslovnici.
S albuma je objavljeno sedam singlova, a njih četiri dosegli su platinastu nakladu u SAD-u: "You Should See Me in a Crown", "When the Party's Over", "Bury a Friend", i "Bad Guy". Eilish je također krenula na nekoliko turneja da bi podržala album, a među njima je bila i turneja When We All Fall Asleep Tour. Do lipnja 2019. album je prodan u više od 1,3 milijuna primjeraka u SAD-u te je postao najprodavaniji album godine u Kanadi.

## Popis pjesama[4]
Sve pjesme napisali su Billie Eilish i Finneas O'Connell. Sve pjesme producirao je F. O'Connell. 
| 1.    | »!!!!!!!«                       | 0:14 |
| 2.    | »Bad Guy«                       | 3:14 |
| 3.    | »Xanny«                         | 4:04 |
| 4.    | »You Should See Me in a Crown«  | 3:01 |
| 5.    | »All the Good Girls Go to Hell« | 2:49 |
| 6.    | »Wish You Were Gay«             | 3:42 |
| 7.    | »When the Party's Over"«        | 3:16 |
| 8.    | »8«                             | 2:53 |
| 9.    | »My Strange Addiction«          | 3:00 |
| 10.   | »Bury a Friend«                 | 3:13 |
| 11.   | »Ilomilo«                       | 2:36 |
| 12.   | »Listen Before I Go«            | 4:03 |
| 13.   | »I Love You«                    | 4:52 |
| 14.   | »Goodbye«                       | 1:59 |
| 42:48 |                                 |      |